# Savona
Savona er en vigtig havneby, der ligger mellem Genova og den franske grænse på den italienske riviera. Savona er hovedby i provinsen af samme navn. Savona var førhen en af hovedbyerne i den italienske jernindustri, men lever i dag af turisme og transport.
En af de mest kendte tidligere indbyggere i Savona var navigatøren Christopher Columbus som dyrkede agerbrug i området mens han nedskrev sine rejseoplevelser. ”Columbus’ hus”, et sommerhus, er placeret i bakkerne bag Savona, og ligger mellem planteafgrøder og frugttræer. Dette er blot en af de mange beboelser i Liguria som er associeret med Columbus.